# Florence Faivre
Pour les articles homonymes, voir Faivre.
Florence Faivre est une actrice et mannequin franco-thaïlandaise, née le 8 juin 1983 à Bangkok, notamment connue pour avoir interprétée Sinara, une guerrière Kree, dans la cinquième saison de Marvel : Les Agents du SHIELD

## Biographie
Florence Faivre a joué dans divers films. Le chroniqueur de Variety a apprécié la façon dont elle a interprété la barman Lek « délicatement et avec un soin convaincant » dans le par ailleurs mal reçu The Elephant King (en), prévoyant « une carrière prometteuse, non seulement pour sa beauté sculpturale, mais pour sa capacité à naviguer dans un rôle et un personnage en s'affranchissant des contradictions et des barrières morales ».

## Filmographie
| Année     | Titre                         | Rôle                           | Notes                                   |
| --------- | ----------------------------- | ------------------------------ | --------------------------------------- |
| 2004      | The Siam Renaissance          | Maneechan                      |                                         |
| 2005      | Chok-Dee                      | Kim                            |                                         |
| 2006      | The Elephant King (en)        | Lek                            |                                         |
| 2008      | The Coffin (en)               | l'amie de Zoé                  |                                         |
| 2009      | Kings                         | Secrétaire                     | Invité: 2 Épisodes                      |
| 2009      | Giver Taker Heartbreaker      | Charlotte                      |                                         |
| 2010      | How to Make It in America     | Céline                         | 1er Épisode: #1.2                       |
| 2014      | Following                     | Serena                         | 1er Épisode: #2.11                      |
| 2014      | Alpha House                   | Teata Takaria                  | 1er Épisode: #2.3                       |
| 2015–2017 | The Expanse                   | Juliette "Julie" Andromeda Mao | Principal: 23 épisodes (Saisons 1 et 2) |
| 2017      | Time After Time               | Inconnu                        | 1er Épisode: #1.1                       |
| 2017      | Bull                          | Claudine Caffrey               | 1er Épisode: #1.19                      |
| 2017      | Marvel : Les Agents du SHIELD | Sinara                         |                                         |
| 2018      | Sad beauty                    | Yo                             |                                         |
| 2019      | The Demon Inside              | Dr. Maya                       |                                         |